# Slăntjevo
Slăntjevo (bulgariska: Слънчево) är ett distrikt i Bulgarien.   Det ligger i kommunen obsjtina Aksakovo och regionen Varna, i den östra delen av landet, 400 km öster om huvudstaden Sofia.